# Overwinden
Overwinden is een dorp in de Belgische provincie Vlaams-Brabant en een deelgemeente van Landen. Overwinden was een zelfstandige gemeente tot aan de gemeentelijke herindeling van 1971.

## Toponymie
Het toponiem UUinethe (= Winden) komt voor het eerst voor in 976. De grondvorm daarvan zou het Germaanse winjo (=weide) zijn, uitgebreid met het verzamelsuffix -ithja. 'Winden' betekent dan: verzameling van weiden.
Overwinden is een uitbreiding op de naam Winden. Met het prefix 'over' is de betekenis dan "hoger gelegen weilanden".

## Bezienswaardigheden
- De Tumulus van Middelwinden, een Romeinse graftombe
- De Sint-Wivinakerk, stammende uit de 16e eeuw

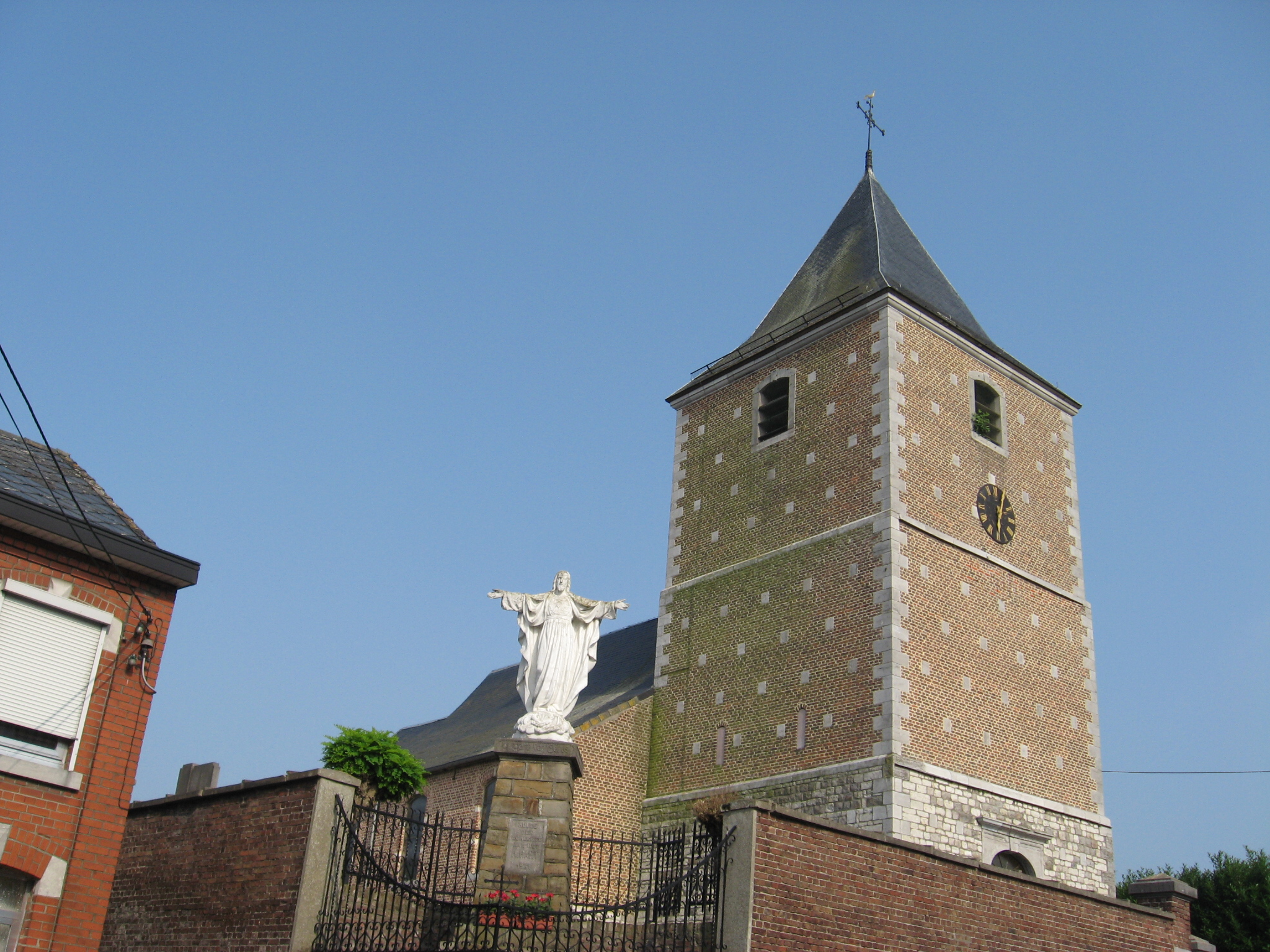
De Sint-Wivinakerk van Overwinden

## Natuur en landschap
Overwinden ligt op het Haspengouws Plateau op een hoogte van 74-101 meter.

## Demografische ontwikkeling
- Bronnen:NIS, Opm:1831 tot en met 1961=volkstellingen

## Nabijgelegen kernen
Neerwinden, Racour, Landen, Rumsdorp
Deelgemeenten: Attenhoven · Eliksem · Ezemaal · Laar · Landen · Neerlanden · Neerwinden · Overwinden · Rumsdorp · Waasmont · Walsbets · Walshoutem · Wange · Wezeren

Belgische gemeenten · Arrondissement Leuven · Vlaams-Brabant · Vlaanderen